# Ambelókipi (Zante)
Ambelókipi (grec moderne : Αμπελόκηποι) est une localité située dans le dème de Zante, dans le district régional de Zante, dans la périphérie des Îles Ioniennes, en Grèce.
Selon le recensement de 2021, elle compte 1 685 habitants.